# Zur besonderen Verwendung
Zur besonderen Verwendung (zbV; z.b.V.; z. b. V.) bezeichnet einerseits einen Dienstposten außerhalb des Stellenplans, andererseits Dienststellen mit besonderen Aufgaben.

## Dienstposten
Dienstposten, die im deutschen öffentlichen Dienst außerhalb des regulären Stellenplans geschaffen werden, werden Dienstposten z. b. V. genannt. Ihre Einrichtung kann organisatorische, personalwirtschaftliche oder Fürsorge-Gründe haben.
In der Bundeswehr werden diese Dienstposten heute „dienstpostenähnliche Konstrukte“ (DPäK) genannt. 2018 wurden 43.600 Soldaten auf solch einem Dienstposten geführt. Für Soldaten in der Ausbildung, z. B. an den Bundeswehr-Universitäten, den Offizier- und Unteroffizierschulen, sind 34.800 „DPäK Schüler“ Dienstposten vorgesehen, von denen 2018 ca. 33.400 besetzt waren. 5.900 Soldaten waren im gleichen Jahr auf DPäK versetzt, weil sie einen Anspruch auf Freistellung vom militärischen Dienst zum Zwecke der Berufsförderung haben. Diese Zahl ist rückläufig, weil für ab 2012 begründete Dienstverhältnisse der Anspruch nicht mehr besteht. 390 Soldaten saßen auf DPäK, weil ihnen aufgrund eines Härtefalls oder aus besonderen Fürsorgegründen eine heimatnahe Verwendung ermöglicht wird, ein für die Person passender regulärer Dienstposten aber nicht zur Verfügung stand. Für die Wahrnehmung von Elternzeit und Betreuungsurlaub (§ 28 Abs. 5 SG) waren 1.700 DPäK im Jahr 2018 eingerichtet. Im gleichen Jahr waren in 900 Fällen organisatorische Gründe und in 600 Fällen die Aufnahme in die Schutzzeit nach dem Einsatz-Weiterverwendungsgesetz ausschlaggebend für die Versetzung auf DPäK. Dienstpostenähnliche Konstrukte sind eine Ursache für die hohe Zahl an unbesetzten Dienstposten in der Bundeswehr.

## Dienststellen
In der Wehrmacht führten einige Truppenteile des Zusatz z. b. V. Dazu zählte beispielsweise die Spezialeinheit Brandenburg, die im Laufe ihrer Geschichte als Baulehrkompanie z. b. V. 800, Baulehrbataillon z. b. V. 800 und Lehrregiment Brandenburg z. b. V. 800 firmierte, wobei der Baubezug eine Tarnung war. Weitere Dienststellen waren zum Beispiel:
- Forschungsstaffel z. b. V.
- General z. b. V. im Oberkommando
- Kampfgeschwader z. b. V. 172
- Polizeiabteilung z. b. V. Wecke

In der Bundeswehr wurde am 1. Juni 1957 der „Höhere Pionierstab z. b. V. (Territorialverteidigung)“ in Bonn-Bad Godesberg aufgestellt 1959 nach Köln verlegt, am 1. August 1959 in Höherer Pionierstab und am 1. Februar 1970 in Infrastrukturstab der Bundeswehr umbenannt. Zum 1. Januar 1981 ging er als Bereich Sonderaufgaben/Infrastruktur in das Amt für Studien und Übungen der Bundeswehr auf, verblieb jedoch in der Brühler Straße 309 in Köln.

## Vergleichbare Begriffe
Vergleichbare Begriffe sind „mit besonderen Aufgabenbereich“, wie sie bei der Unterstellung der Bundeswehr und in der Vorgesetztenverordnung verwendet werden. Ein weiteres Beispiel ist der deutsche Bundesminister für besondere Aufgaben, ein Minister ohne Geschäftsbereich, häufig der Chef des Bundeskanzleramtes.